# 博維斯塔足球會
博維斯塔足球會（葡萄牙語：Boavista F.C.，葡萄牙語發音：[boɐˈviʃtɐ]）是一家葡萄牙波圖體育會，於1903年成立。暱稱是（黑豹）和（字面意指“有方格的”）。博維斯塔現在是波圖第二大的體育會，範疇包括排球、國際象棋、體操、單車和室內足球。最著名的是足球部，球會的標記是黑白色方格的球衣。而他們的主場貝薩球場，於1973年建成，改建的計劃早就被提出，但最後到2004年歐洲國家杯開始前才完成改建。
在內部，博維斯塔在七十年代由一支小球隊躍升為歐洲賽常客。而他們首個「威脅」的對象是波圖、賓菲加和士砵亭等這些錦標壟斷者，他們於1975/76球季在José Maria Pedroto領導下差點就取得冠軍，最後也得到第二名。而他們於1998/99球季也以同樣的成績完成，到最後於2000/01球季終於擊敗同市宿敵波圖奪得首個聯賽冠軍。不過他們最終未能衛冕成功，於2001/02球季屈居於士砵亭下排第二。博維斯塔也贏了五次的葡萄牙杯冠軍(1974/75球季, 1975/76球季, 1978/79球季, 1991/92球季和1996/97球季)。

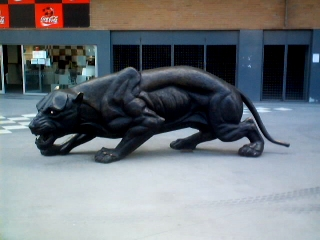
這隻黑豹是博維斯塔的象徵和暱稱，這個雕像則放在球會商店和酒吧的附近。

在歐洲，博維斯塔被稱為「擁有怪異球衣的球會」，而在歐洲賽也取得一點成功。他們在九十年代早期曾擊敗過國際米蘭、羅馬的紀錄。而最精彩的一次要算是2003年的歐洲足協杯，他們在準決賽主場被些路迪淘汰。在1991年歐洲足協杯中，他們在分組賽曾以2-1擊敗國際米蘭。而在1981/82球季的歐洲足協杯，則以5-4淘汰馬德里體育會。到了1993/94球季的歐洲足協杯，則淘汰希臘球會OFI克里特(OFI Crete)和意大利球會拉素。在1986/87球季的歐洲足協杯，則曾擊敗費倫天拿，但在第二圈作客輸給格拉斯哥流浪。
博維斯塔也曾兩次角逐歐洲聯賽冠軍杯。第一次在1999年，成就不大。但2001年的一次，則曾淘汰德國大球會多蒙特，晉級第二輪分組賽。最後排在曼聯和拜仁慕尼黑之後。在首輪分組賽，則曾以1-1和利物浦，3-1贏基輔戴拿模，和1-0贏南特。
先前的葡萄牙球會都抗拒歐洲賽，因為歐洲賽十分具侵略性和令人畏懼的踢法。這個看法在Carlos Brito和後來的Zeljko Petrovic執教博維斯塔後有所改變。
博維斯塔主要的對手是波圖，兩隊之間的比賽都很具侵略性，尤其是在貝薩球場。博維斯塔與里奧艾維和比蘭倫斯也是宿敵，他們和博維斯塔的比賽都會帶來麻煩，無論是在場內還是場外。

## 貝薩球場

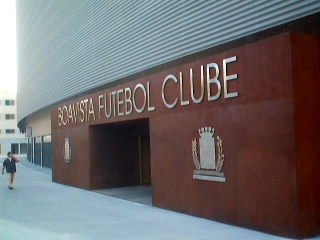
貝薩球場外面

貝薩球場是位於波圖市博維斯塔區的球場，由博維斯塔擁有。
就像其他在2004年歐洲國家杯使用的球場一樣，貝薩球場是一個新球場，但在以前的看台上加建，而且每個新看台都在不同時間興建，令博維斯塔不用搬主場。這個球場耗費45,164,726歐元興建，當中7,785,735歐元由國家支付，擁有28,263個座位。其實改善計劃早在1999年因應2004年歐洲國家杯而批准改建前已經提出，而有關計劃一直都在進行。
貝薩球場對任何經理都十分公平。在2006年8月，Jesualdo Ferreira離開球會到波爾圖足球俱樂部，令很多球迷感到傷心。前南斯拉夫球員Zeljko Petrovic接任，在一連串差劣成績的情況下，在10月22日被革除，由Jaime Pacheco接任，成為今年第三個經理。

## 著名球員
- Alfredo Castro
- Carlos Manuel
- Diamantino Miranda
- Erwin Sánchez
- Frederico Rosa
- 哈索賓基（Jimmy Floyd Hasselbaink）
- João Vieira Pinto
- 保辛華（José Bosingwa）
- José Coelho
- Litos
- Nuno Frechaut
- 紐奴高美斯（Nuno Gomes）
- Paulo Sousa
- Pedro Emanuel
- Pedro Venâncio
- 比堤（Petit）
- Ricardo Pereira
- Ricky
- Rui Casaca
- Russell Latapy
- Bassey William Andem